# GamesRadar+
GamesRadar+ (do listopadu 2014 GamesRadar) je britská internetová stránka informující o videohrách, kterou v roce 2005 spustilo nakladatelství Future. Na konci roku 2014 byly do GamesRadaru sloučeny stránky Total Film, SFX, Edge a Computer and Video Games z portfolia společnosti Future Publishing.

## Historie
Stránku GamesRadar spustila v roce 2005 britská společnost Future. V prosinci 2012 prošel jejich design výraznou změnou; bylo upraveno rozvržení a rozhraní stránek a byly přidány nové funkce.
V květnu 2014 bylo oznámeno, že společnost Future Publishing plánuje ukončit provoz několika herních internetových stránek, mezi nimi například Edge a Computer and Video Games. V září 2014 byly do GamesRadaru sloučeny jeho partnerské weby Total Film a SFX a v listopadu došlo k přejmenování stránek na GamesRadar+. V prosinci 2014 bylo potvrzeno, že dříve ukončené weby Edge a Computer and Video Games budou rovněž sloučeny do GamesRadar+.
Dne 4. února 2016 byl Daniel Dawkins povýšen na pozici globálního šéfredaktora serveru GamesRadar+, čímž tak nahradil Sophii Tongovou. Roku 2019 se stal ředitelem obsahu her a filmů ve společnosti Future a ve funkci šéfredaktora jej nahradil Sam Loveridge. V květnu 2019 byla do role výkonné redaktorky jmenována Rachel Weberová.
V roce 2020 byla do GamesRadar+ sloučena komiksová stránka Newsarama. Od června téhož roku pořádá GamesRadar+ digitální událost Future Games Show.